# Klad
Klad (stgr. κλάδος – gałąź) – grupa organizmów mających wspólnego przodka, obejmująca wszystkie wywodzące się z niego grupy potomne (linie rozwojowe). W ujęciu ścisłym klady rozdzielają się dychotomicznie, tworząc dychotomiczne drzewo pokrewieństw. Diagramy przedstawiające drzewa pokrewieństw konstruowane metodami kladystycznymi nazywane są kladogramami. Ponieważ klady obejmują organizmy wszelkich rang systematycznych i mogą dotyczyć grup organizmów opisywanych w systemach klasyfikacyjnych w ramach zróżnicowanych kategorii systematycznych (lub ich części) – zwykle organizmy należące do określonego kladu nazywa się mianem „grupy”.